# هندرسون فیلد
هندرسون فیلد (انگلیسی: Henderson Field) یک فرودگاه هوایی نظامی سابق در گوادال‌کانال، جزایر سلیمان در طول جنگ جهانی دوم است. در اصل توسط ژاپنی‌ها ساخته شده بود، درگیری بر سر تصاحب نبرد هندرسون فیلد یکی از نبردهای بزرگ جنگ اقیانوس آرام بود. امروز فرودگاه بین‌المللی هونیارا در جای آن ساخته شده‌است.